# Knorscheid

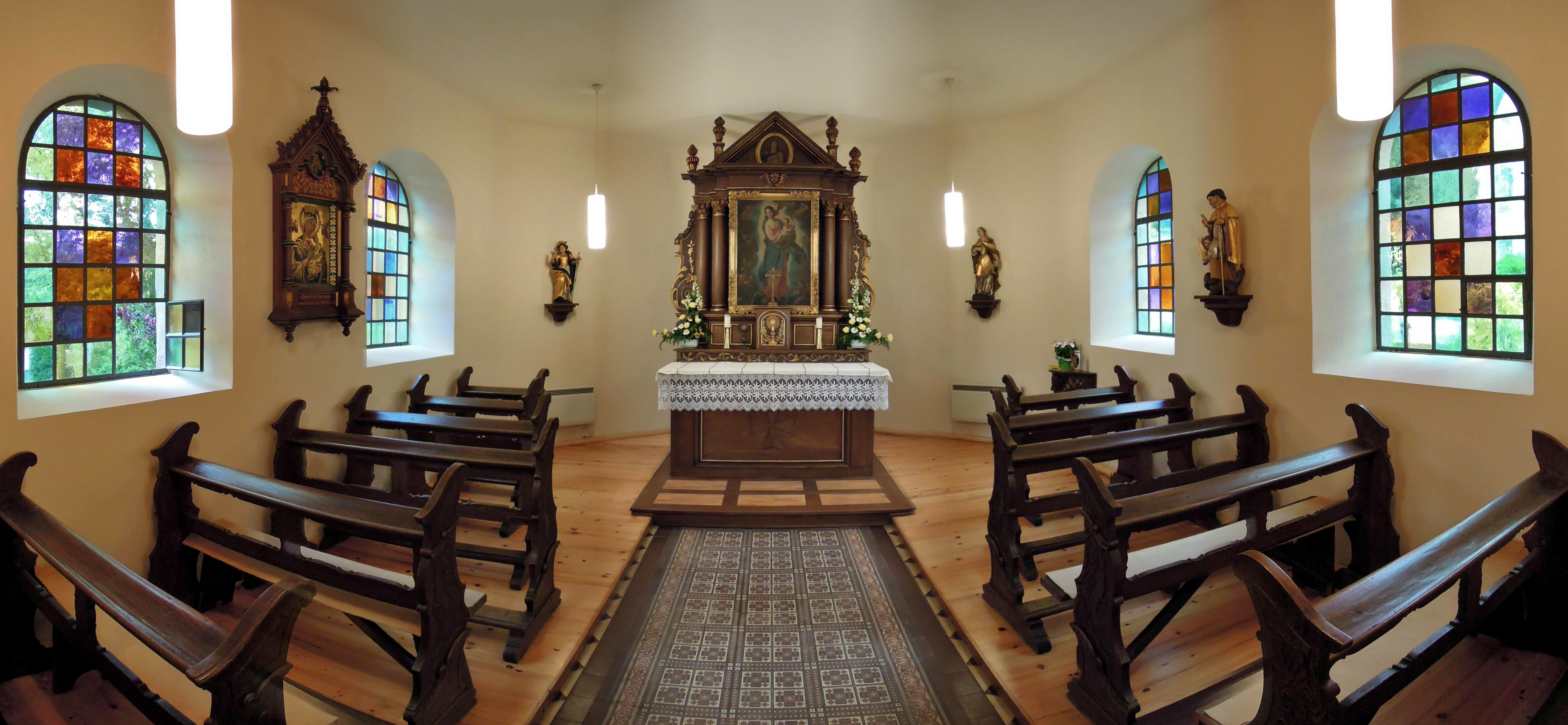
Inneres der Kath. Kapelle St. Lucia in Knorscheid

Knorscheid ist der am westlichsten liegende Stadtteil von Lebach im Landkreis Saarlouis (Saarland). Er hat rund 360 Einwohner auf einer Fläche von 4,98 km² und besteht aus den beiden Ortsteilen Knorscheid und Hoxberg. Bis Ende 1973 war Knorscheid eine eigenständige Gemeinde. An der Gemarkungsgrenze zwischen Knorscheid, Primsweiler und Hüttersdorf mündet die Theel in die Prims.

## Geschichte
Eine erste Besiedelung der Gemarkung von Knorscheid geht vermutlich auf die Römerzeit zurück. Der erste Beleg für das Bestehen des Ortes ist um das Jahr 950 n. Chr. datiert, wo Knorscheid als Pfarrei erwähnt ist, deren Gläubige eine Wallfahrt zum Kirchweihfest zu Ehren des heiligen Lutwinus nach Mettlach unternehmen müssen. Knorscheid gehörte dann im Mittelalter bis zur Französischen Revolution zur Herrschaft Nassau-Saarbrücken. Auf dem Hoxberg wurde von 1813 bis 1814 in Napoleonischer Zeit eine Station für die Optische Telegrafenlinie Metz–Mainz eingerichtet. Von 1815 bis 1920 gehörte Knorscheid zur Preußischen Rheinprovinz, von 1920 bis 1935 zu dem vom Völkerbund verwalteten Saargebiet und von 1935 bis 1945 zum Deutschen Reich. In den Jahren von 1945 bis 1947 unterstand der Ort kurz der US-amerikanischen, dann der französischen Militärregierung. Knorscheid gehörte von 1947 bis 1956 zum teilautonomen Saarstaat und wurde im Jahr 1957 politisch, im Jahr 1959 wirtschaftlich der Bundesrepublik Deutschland angegliedert.
Im Rahmen der saarländischen Gebiets- und Verwaltungsreform wurde die bis dahin eigenständige Gemeinde Knorscheid am 1. Januar 1974 der Gemeinde Lebach zugeordnet.

## Örtliche Einrichtungen
- Katholische Kapelle St. Lucia[3]
- Dorfgemeinschaftshaus[4]

## Vereine
- Freiwillige Feuerwehr Knorscheid[5]
- Zweiradclub Hoxberg[6]

## Persönlichkeiten
- Pierre Schmidt (1738–1783), römisch-katholischer Geistlicher und vorletzter Abt der Prämonstratenserabtei Wadgassen